# Штаден, Карл Густав фон
Карл Густав фон Штаден (нем. Karl Gustav von Staden; 12 ноября 1700, Ревель — 1 мая 1750, Дерпт) —  российский пастор, писатель

 и поэт немецкого происхождения.

## Биография
Карл Густав родился 12 ноября 1700 года в городе Ревеле в семье Сигизмунда фон Штадена и его жены Доротеи Гертруды. В девятилетнем возрасте поступил в местную гимназию, но в следующем году во время эпидемии чумы лишился отца и матери и воспитывался у дяди, пастора церкви Святого Николая Арнольда фон Гузена, что во многом предопределило его дальнейшую судьбу. 
Отличаясь большой начитанностью и красноречием, Штаден ещё семнадцатилетним юношей обратил на себя внимание двумя торжественными речами, произнесенными им на латинском языке в ревельской ратуше; «De beneficiis a Luthero per reformationem praestitis» («О добрых делах, совершенных Лютером во время Реформации», 1717) и «De peregrinationum necessitate et utilitate» («О необходимости и пользе паломничеств», 1718).
Высшее образование Штаден получил Университете Галле и Йенском университете, а по возвращении из-за границы в 1725 году был назначен пастором в Ексе, близ Дерпта. 
В 1744 году Штаден был переведен пастором эстонского прихода в Дерпте и сделан членом местной консистории. Как пастор, Штаден прилагал много стараний к поднятию нравственного уровня своей паствы и с этой целью написал дидактическое сочинение в трёхх частях: «Die in letzten Zügen liegende Stadt Dorpat» («Город Дерпт при последних издыханиях»).
Карл Густав фон Штаден умер 1 мая 1750 года в Дерпте.